# Monte Malabar
Monte Malabar (en indonesio: Gunung Malabar) es el nombre que recibe un estratovolcán ubicado inmediatamente al sur de Bandung, Java Occidental, al sur del país asiático de Indonesia. Su perfil es muy amplio con andesita basáltica, un tipo de piedra geológica.